# Mitchell Camera

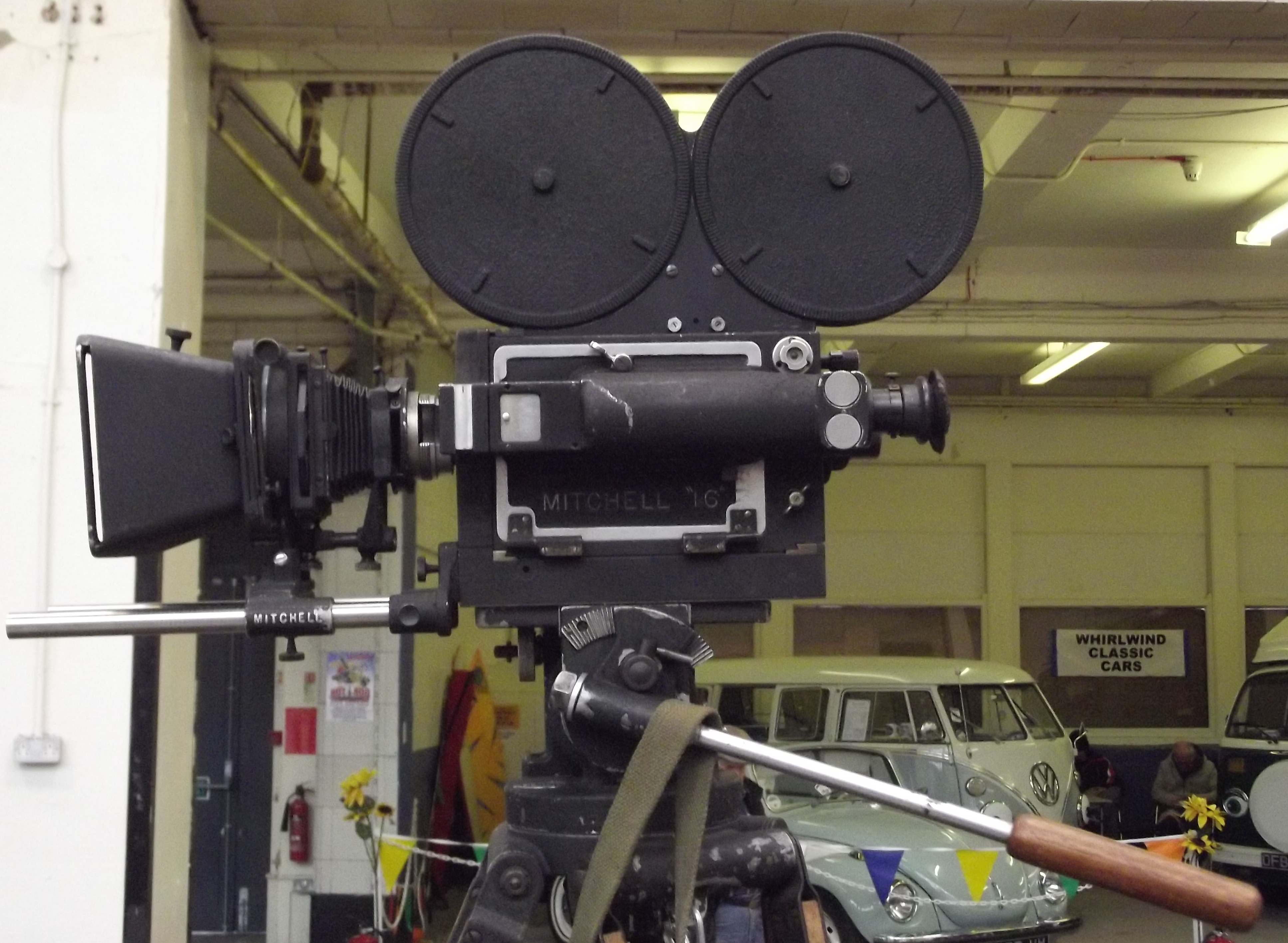
Киносъёмочный аппарат Mitchell NC

Mitchell Camera Corporation — один из крупнейших в США производителей киносъёмочной аппаратуры, учреждённый в 1919 году в Лос-Анджелесе Генри Богером и Джорджем Митчелом (англ. Henry Boeger, George Alfred Mitchell), и сохранявший лидерство до закрытия в конце 1970-х годов. Первоначально компания выполняла ремонт камер для голливудских киностудий, но постепенно наладила выпуск аппаратов собственной конструкции, на несколько десятилетий ставших мировым стандартом в постановочном кинематографе.

## Mitchell Standard
Первая же модель Mitchell Standard стала образцом для многочисленных подражаний, благодаря удачным техническим решениям. Принцип фокусировки по сдвижному матовому стеклу был заимствован у ставшей к тому времени классической камеры Bell & Howell 2709, но был серьёзно усовершенствован, облегчив работу кинооператора. С помощью реечного механизма весь лентопротяжный тракт вместе с кассетой мог перемещаться поперёк основания относительно неподвижного объектива. В крайнем правом положении аппарата объектив оказывался напротив матового стекла с лупой, позволяя кадрировать и фокусировать изображение. Затем корпус поворотной рукояткой сдвигали влево, размещая за объективом кадровое окно с киноплёнкой, и аппарат был готов к съёмке. Камера снабжалась револьверной головкой на 4 сменных объектива и встроенным поворотным диском с набором каше разной формы. Кроме того, аппарат оснащался обтюратором с переменным углом раскрытия, который с помощью оригинального планетарного редуктора мог регулироваться ручкой снаружи камеры непосредственно во время съёмки. Это позволило реализовать механизм автоматической съёмки таких монтажных переходов, как «наплыв» и «затемнение». 

## Mitchell NC и её разновидности

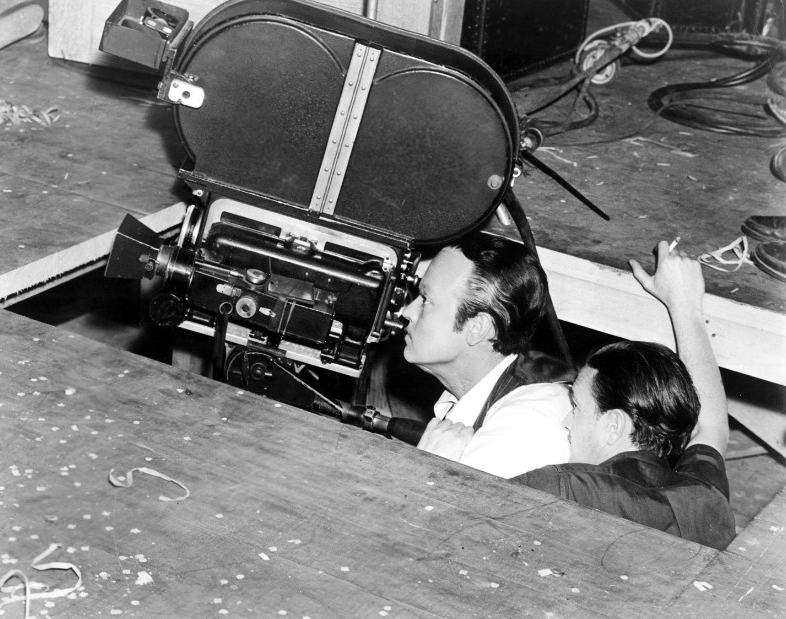
Орсон Уэллс с камерой Mitchell BNC во время съёмок эпизода картины «Гражданин Кейн»

Наибольшую известность получила другая камера, выпущенная в 1930 году под названием Mitchell NC, а также её усовершенствованная 4 года спустя версия Mitchell BNC. Обе аббревиатуры расшифровываются, как англ. Newsreel Camera и Blimped Newsreel Camera, что в буквальном переводе означает «Хроникальная камера» и «Боксированная хроникальная камера». Последняя, благодаря интегрированному в конструкцию звукопоглощающему боксу, стала де-факто отраслевым стандартом не только в Голливуде, но и во всём мире. Модели NC и BNC унаследовали все преимущества камеры Standard, но получили новый малошумный грейфер, ставший важным конкурентным достоинством в наступившую эпоху звукового кино. Боксированная камера BNC использовалась для студийной синхронной съёмки практически до конца XX века. Во время Второй мировой войны восемь таких камер были поставлены в Советский Союз в рамках ленд-лиза. Известно, что одной из них Эйзенштейн снимал картину «Иван Грозный». Несколько аппаратов Mitchell NC использовались на советских киностудиях вплоть до начала 1980-х годов, в том числе во время съёмок первого варианта «Сталкера».
В самом СССР ещё до войны Mitchell NC стал основой для студийных кинокамер «КС-2», а затем «КС-21» и семейства «Москва». Модель BNC стала прототипом для советской камеры «СК-1». Благодаря удачной конструкции грейферного узла типа Элленвуда с криволинейным фильмовым каналом, камеры серии NC даже без дополнительного бокса обладали очень низким уровнем шума менее 35 дБ. Боксированный BNC работал ещё тише. Отличная устойчивость кадра за счёт двухстороннего контргрейфера делала аппараты пригодными для некоторых видов комбинированной съёмки. В 1953 году Джордж Митчелл был удостоен премии «Оскар» за разработку и усовершенствование камеры BNC. В 1966 году появилась последняя версия Mitchell BNCR с зеркальным обтюратором. Использованный в камере присоединительный байонет сменной оптики быстро стал международным стандартом, получив одноимённое обозначение BNCR. В СССР использовался аналогичный по конструкции байонет «ОСТ-19» с незначительно укороченным рабочим отрезком.

## Поздние разработки

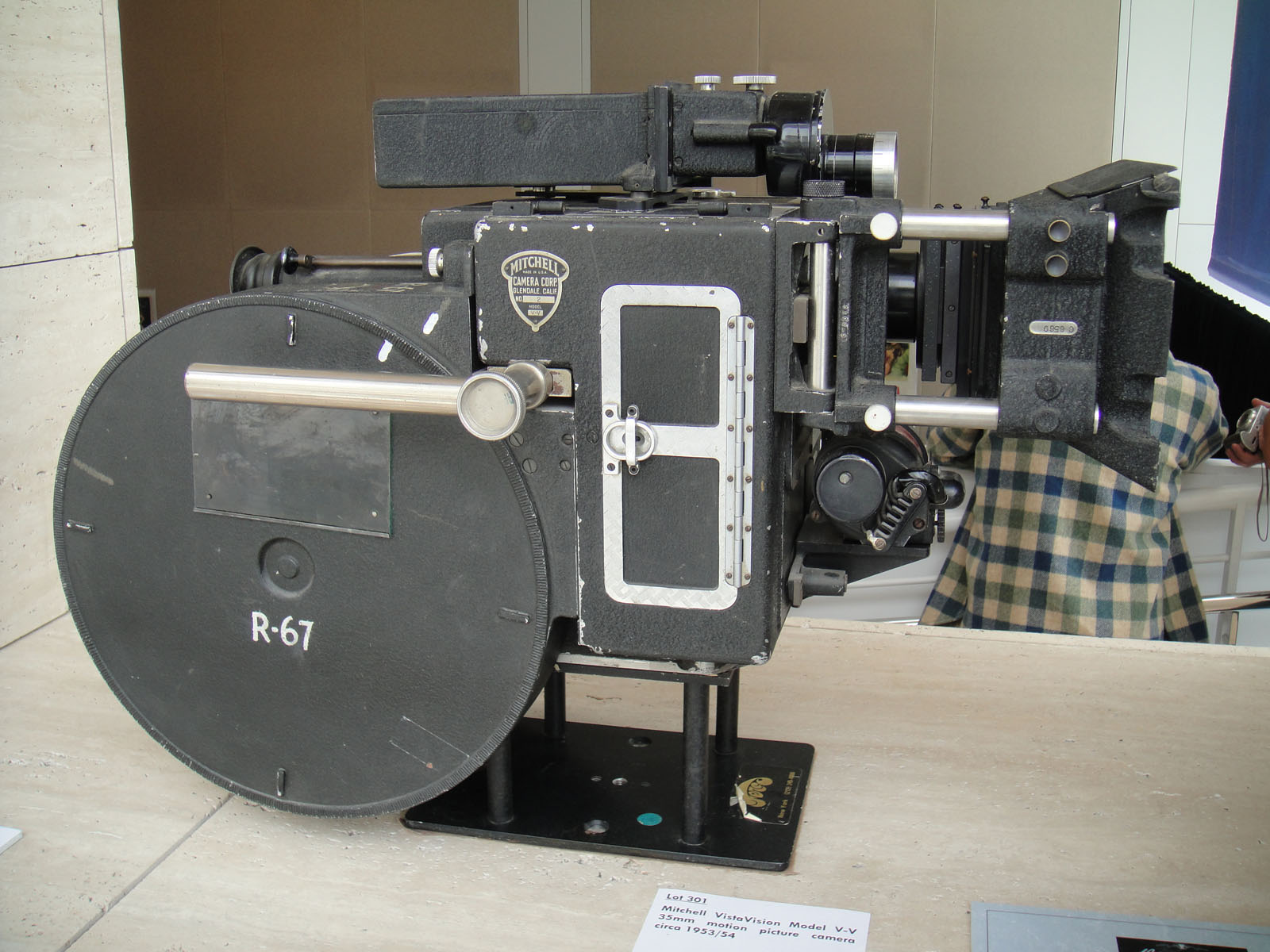
Камера Mitchell VistaVision, 1956 год

В 1929 году, незадолго до Великой депрессии, компания Mitchell Camera была куплена Вильямом Фоксом и стала частью медиаимперии XX век Фокс, известной пристрастием к технологическим новинкам. Джордж Митчелл не покинул компанию, и принял участие в разработках аппаратуры для новейших киносистем. Под его руководством создавались первые камеры для широкоформатного кинематографа. В том же 1929 году собран аппарат Mitchell FC (англ. Fox Camera) для 70-мм киноплёнки Fox Grandeur, которым был снят фильм «Большая тропа». В 1932 году Митчеллом совместно с инженером Джозефом Боллом и механиком Вильямом Янгом создана одна из самых сложных кинокамер XX столетия, предназначенная для поздней полноцветной версии процесса «Техниколор». В аппарате одновременно экспонировались три 35-мм киноплёнки, каждая из которых фиксировала одно из трёх изображений, цветоделённых с помощью призменной системы. По разным данным собрано не более 9 таких камер, которые была настолько дороги, что киностудии могли позволить себе только их аренду. В 1957 году увидела свет новая широкоформатная камера Mitchell 65 mm FC современной системы Todd-AO, а также боксированная версия BFC. Годом раньше выпущена Mitchell VistaVision Camera широкоэкранной кинематографической системы VistaVision с горизонтальным ходом киноплёнки. Вильям Фокс, лишившийся своей доли кинокомпании ещё в марте 1930 года, сохранил в собственности Mitchell Camera, передав права на неё двум своим дочерям. Они продолжали управлять ей вплоть до закрытия в конце 1970-х годов. Большинство конструкций камер Mitchell послужили основой при разработке аппаратуры нового поколения компанией Panavision.